# Inmigración venezolana en Trinidad y Tobago
El flujo migratorio entre la República de Trinidad y Tobago y la República Bolivariana de Venezuela ha sido continuo durante siglos, siendo ambas naciones vecinas y muy próximas entre sí. Sin embargo, la migración de venezolanos hacia Trinidad y Tobago ha aumentado significativamente durante el siglo XXI, principalmente a partir de la década de 2010, con el agravamiento de la escasez de alimentos y medicina, y la crisis e inestabilidad política y económica en Venezuela. Se estima que hay más de 70.000 ciudadanos venezolanos residiendo en Trinidad y Tobago, mientras que 16.523 han regularizado oficialmente su estado migratorio.

## Crisis en Venezuela
Trinidad y Tobago, junto con otras pequeñas islas del Caribe como Aruba y Curazao, han empezado a recibir contingentes de venezolanos, quienes, en su mayoría, llegan como turistas aunque con intenciones de permanecer de forma indefinida, entrando en una situación irregular. Asimismo, el país insular ha experimentado una mayor demanda de solicitudes de asilo por parte de ciudadanos venezolanos. 
El 22 de noviembre de 2020, el gobierno de Trinidad y Tobago deportó a un grupo de inmigrantes venezolanos, incluyendo a 16 niños y menores de edad, expulsándolos al mar en dos embarcaciones sin identificación. Ante el silencio del gabinete de Nicolás Maduro, Juan Guaidó declaró que la Asamblea Nacional de Venezuela abriría una investigación de los hechos. Diputados también expresaron su intención de elevar la denuncia ante instituciones internacionales. La Comisión Interamericana de Derechos Humanos expresó su preocupación ante la deportación y le pidió al gobierno de Trinidad y Tobago "garantizar el ingreso" a su territorio de venezolanos que buscan protección internacional".
En 2020, naufragó uno de los balseros venezolanos en la frontera marítima entre Venezuela y Trinidad y Tobago; al menos 32 venezolanos de los 33 que murieron ahogados fueron identificados, cuando retornaban de Trinidad y Tobago, luego de que fueran rechazados y devueltos a mar abierto el 13 de diciembre de 2020 en el Estado Sucre. Cuatro eran menores de edad. El presidente Interino y presidente de la Asamblea Nacional Juan Guaidó declaró tres días de duelo nacional. En abril de 2021, otra lancha con 29 personas naufragó en un viaje hacia Trinidad y Tobago; 12 personas fueron rescatadas, 10 fallecieron (2 sin identificar) y 7 fueron declarados como desaparecidos.
El 5 de febrero de 2022, la guardia costera de Trinidad y Tobago disparó contra una embarcación de inmigrantes venezolanos al intentar detenerla, matando a un bebé de nueve meses e hiriendo a su madre. La guardia costera alegó que los dispararos se efectuaron "en legítima defensa". Juan Guaidó declaró que "los disparos realizados por la Guardia Costera de Trinidad y Tobago no tienen justificación, lo mataron", exigiendo justicia. El primer ministro de Trinidad y Tobago, Keith Rowley, calificó la acción como "legal y apropiada".